# Looney Tunes: Duck Amuck
Looney Tunes: Duck Amuck est un jeu vidéo de type party game, développé par WayForward Technologies et édité par Warner Bros. Interactive Entertainment, sorti en 2007 sur Nintendo DS. 
Il est basé sur le personnage Daffy Duck des Looney Tunes.

## Système de jeu
Looney Tunes: Duck Amuck est un party game dans lequel se succède une vingtaine de mini-jeux. L'objectif est de remplir la jauge de colère de Daffy Duck (VO : Joe Alaskey) en complétant les mini-jeux : soit en le battant, soit en faisant en sorte qu'il perde lorsque le joueur l'incarne.

## Accueil
- Jeuxvideo.com : 10/20[1]
- IGN : 6/10[3]
- GameSpot : 6/10[4]